# Pulmonaria helvetica
Pulmonaria helvetica är en strävbladig växtart som beskrevs av M. Bolliger. Pulmonaria helvetica ingår i släktet lungörter, och familjen strävbladiga växter. Inga underarter finns listade i Catalogue of Life.